# Королівство Ісландія
Королівство Ісландія (ісл. Konungsríkið Ísland, дан. Kongeriget Island) — колишня конституційна монархія, що існувала на території Ісландії з 1 грудня 1918 по 17 червня 1944. Королівство було зв'язане персональною унією з Данією, на чолі королівства був король Данії Кристіан X. Припинило існування внаслідок референдуму щодо незалежності Ісландії, за яким країна вийшла з-під усякої залежності від Данії та була проголошена республікою.

## Утворення
Ісландія перебувала під контролем Данії з 1380 року, втім формальне управління краєм Данія розпочала 1814 року, розірвавши персональну унію з Норвегією. 1874 року ісландці отримали частину прав із самоврядування. Їх було вписано до Конституції Данії, де згодом переглянуто 1903 року, коли данці ввели уряд комісара у справах Ісландії. Комісар перебував у Рейк'явіку та мав займатися справами, пов'язаними з Ісландією, а також брати участь у роботі місцевого парламенту, Альтинґу.
1 грудня 1918 року Данія підписала з Ісландією акт унії, за яким Данія визнавала Ісландію цілком суверенною державою, пов'язаною з Данією персональною унією. Ісландія створила власний прапор та герб, а також попросила Данію, аби та представляла її на міжнародній арені та займалася обороною Ісландії. 1940 акт унії було переглянуто, а через три роки його мали наново підписати, чого не сталося.

## Друга світова війна

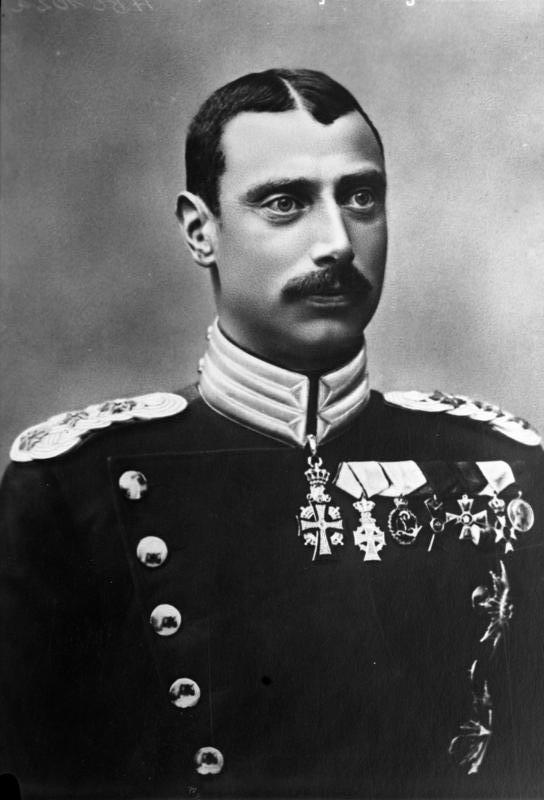
Король Кристіан X

9 квітня 1940 Німеччина розпочала окупацію Данії. Вже через кілька годин після окупації країни комунікація між Данією та Ісландією була перервана. У зв'язку з цим парламент Ісландії попросив комісара у справах Ісландії Свейнна Б'єрнссона взяти контроль над внутрішніми та зовнішніми справами країни. В перший рік війни Ісландія зайняла нейтральну позицію, чинячи спротив як Великій Британії, так і Третьому Райху. Країна остерігалася від вторгнення котроїсь із сторін. 10 травня 1940 року почалася операція Форк (британська інвазія на Ісландію). Близько 800 англійських солдат і моряків висадилися в порту Рейк'явіка. Уряд Ісландії був критично налаштований щодо інвазійних військ, однак 17 травня ключові позиції острова було зайнято, на територію країни висадився чотиритисячний британський десант, тож прем'єр-міністр Ісландії Германн Йоунассон дав повідомлення приймати інвазійні сили з гостинністю та повагою. Сили союзників залишалися на острові аж до закінчення війни 1945 року.
Під час піку окупації Ісландії на острові перебувало 25 тис. британських солдатів. Завдяки їх розміщенню практично було ліквідовано безробіття в районі Рейк'явіка та інших стратегічно важливих місцях. В липні 1941 року, за згодою обох сторін, контроль над островом перебрали США. Це було спричинено тим, що британці потребували військової сили в інших регіонах. В пік американської окупації країни на острові перебувало 40 тис. американських солдатів, що дорівнювало кількості чоловіків працездатного віку на острові (населення Ісландії в той час становило 120-130 тис. мешканців).

## Незалежність та проголошення республіки
24 травня 1944 року в Ісландії відбувся референдум щодо незалежності країни. Більшість виборців проголосувала за повну незалежність, яку було проголошено 17 червня 1944 року. В Данії, на той час окупованій Німеччиною, проголошення незалежності Ісландії було сприйнято з обуренням, з'явилися думки про військову інтервенцію на острів. Проте король Данії Крістіан X надіслав листа, в якому привітав громадян Ісландії.

## Ресурси Інтернету
- Länderportal für Island mit Informationen zur Geschichte Islands [Архівовано 23 лютого 2013 у Wayback Machine.]

1. ↑  Statistics of Iceland. Retrieved on 18 March 2014.